# Тамират Тола
Тамират Тола Абера (амх. ታምራት ቶላ; Себета, Оромија, 11. август 1991.) је етиопски атлетичар, тркач на дуге стазе. Освојио је златну медаљу у маратону на Олимпијским играма у Паризу 2024, истрчавши нови олимпијски рекорд у времену 2:06:26. Освојио је бронзану медаљу на 10.000 метара на Олимпијским играма у Рију 2016. Тамират се такмичио у маратону на светским првенствима у атлетици 2017. и 2022. године, освојивши сребро, односно злато, постављајући притом рекорд првенства 2022. у времену 2:05:36. Завршио је трећи на маратону у Токију 2021. и на Лондонском маратону 2023. Победио је на маратону у Њујорку 2023. године, оборивши рекорд стазе у времену 2:04:58.

## Достигнућа

### Међународна такмичења
| Година                  | Такмичење                        | Место                        | Позиција                | Дисциплина              | Резултат                | Белешка |
| Представљајући Етиопију | Представљајући Етиопију          | Представљајући Етиопију      | Представљајући Етиопију | Представљајући Етиопију | Представљајући Етиопију |         |
| ----------------------- | -------------------------------- | ---------------------------- | ----------------------- | ----------------------- | ----------------------- | ------- |
| 2015                    | Светско првенство у кросу        | Гуејанг, Кина                | 6.                      | Трка сениора            | 35:33                   |         |
| 2015                    | Светско првенство у кросу        | Гуејанг, Кина                | 1.                      | Сениори екипно          | 20 поена                |         |
| 2016                    | Светско првенство у полумаратону | Кардиф,Уједињено Краљевство  | 5.                      | Полумаратон             | 1:00:06                 |         |
| 2016                    | Светско првенство у полумаратону | Кардиф,Уједињено Краљевство  | 2.                      | Екипно                  | 3:01:16                 |         |
| 2016                    | Олимпијске игре                  | Рио де Жанеиро, Бразил       | 3.                      | 10,000 м                | 27:06.26                |         |
| 2017                    | Светско првенство                | Лондон, Уједињено Краљевство | 2.                      | Маратон                 | 2:09:49                 |         |
| 2022                    | Светско првенство                | Јуџин, САД                   | 1.                      | Маратон                 | 2:05:36                 | РСП     |
| 2023                    | Светско првенство                | Будимпешта, Мађарска         | –                       | Маратон                 | Одустао                 |         |
| 2024                    | Олимпијске игре                  | Париз, Француска             | 1.                      | Маратон                 | 2:06:26                 | ОР      |

## Лични рекорди
- 10.000 метара на стадиону – 26:57,33 (Јуџин, 2016)
- 10 километара ван стадиона – 28:12 (Болцано 2018)
- Полумаратон – 59:37 (Праг 2017)
- Маратон – 2:03:39 (Амстердам 2021)